# Hibbertia scandens
Гіббертія витка (Hibbertia scandens) — вид рослин родини диленієві.

## Назва
В англійській мові має назви «золота гвінейська рослина» (англ. gold guinea plant), «зміїна лоза» (англ. snake vine), .

## Будова
Повзучий вічнозелений кущ, що в'ється по іншій рослинності. Якщо йому немає на що спиратися - стелиться по землі. Стебло опушене. Листя 5-10 см завдовжки, гладеньке згори та опушене знизу. Великі (5 см завширшки) жовті квіти з 5-ма пелюстками та численними тичинками з'являються на кінцях гілок. Запах квітів неприємний. Плід - кругла ягода 2 см завширшки з червоним блискучим насінням.

## Поширення та середовище існування
Зростає у Східній Австралії, трапляється у Квінсленді та Новому Південному Уельсі.

## Практичне використання
Використовується для кімнатного розведення.

## Галерея

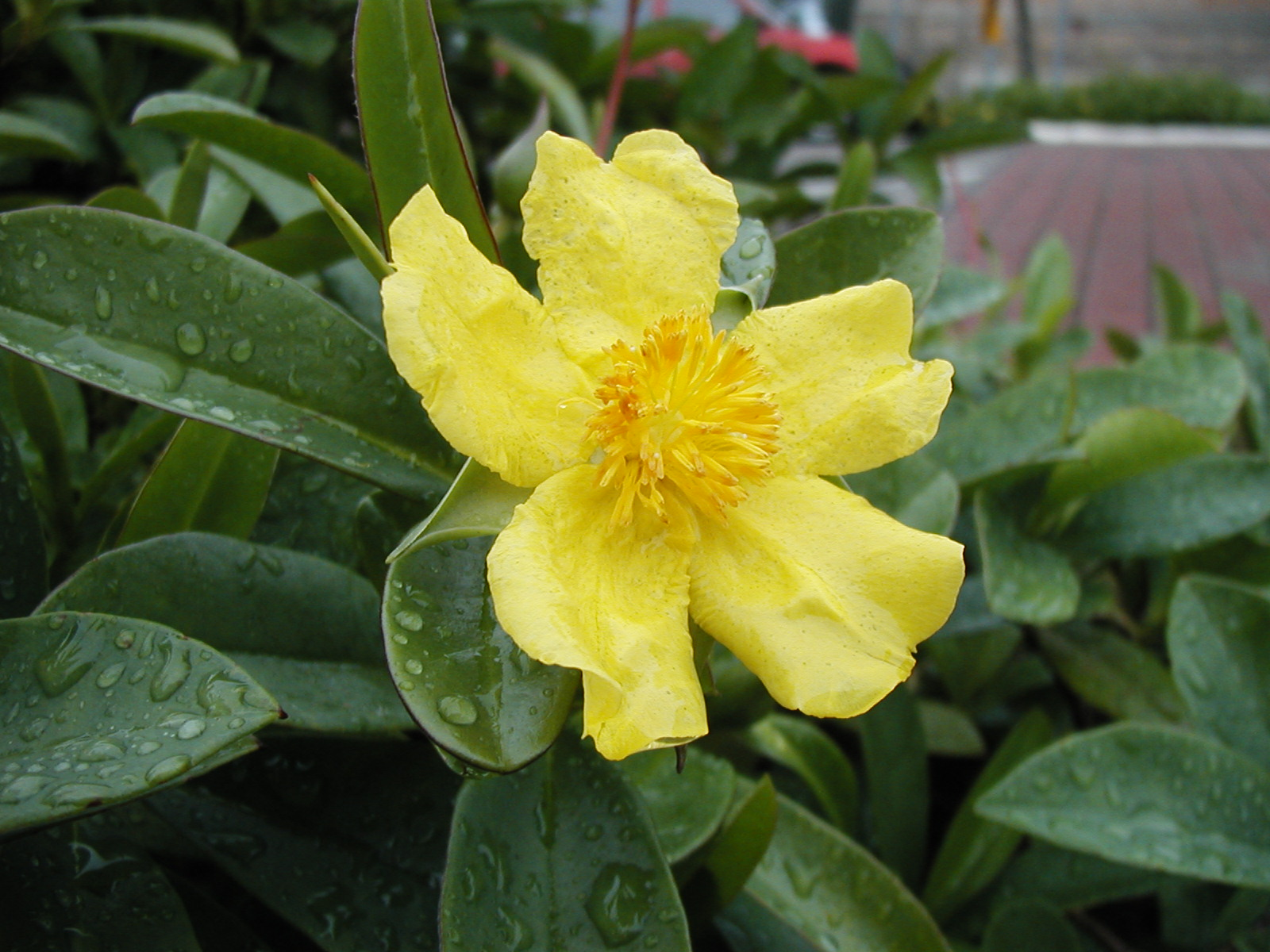
Квіти
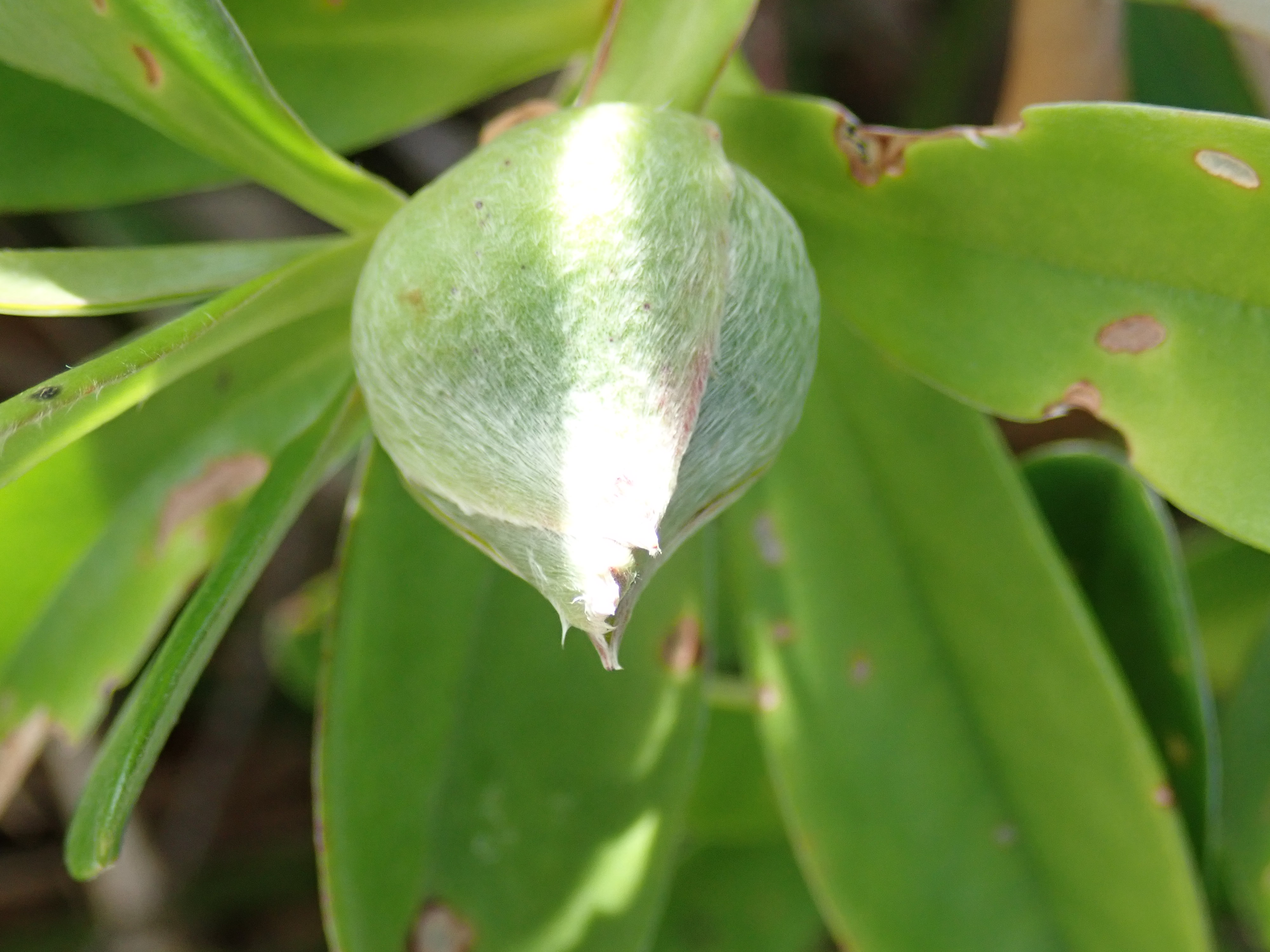
Листя'
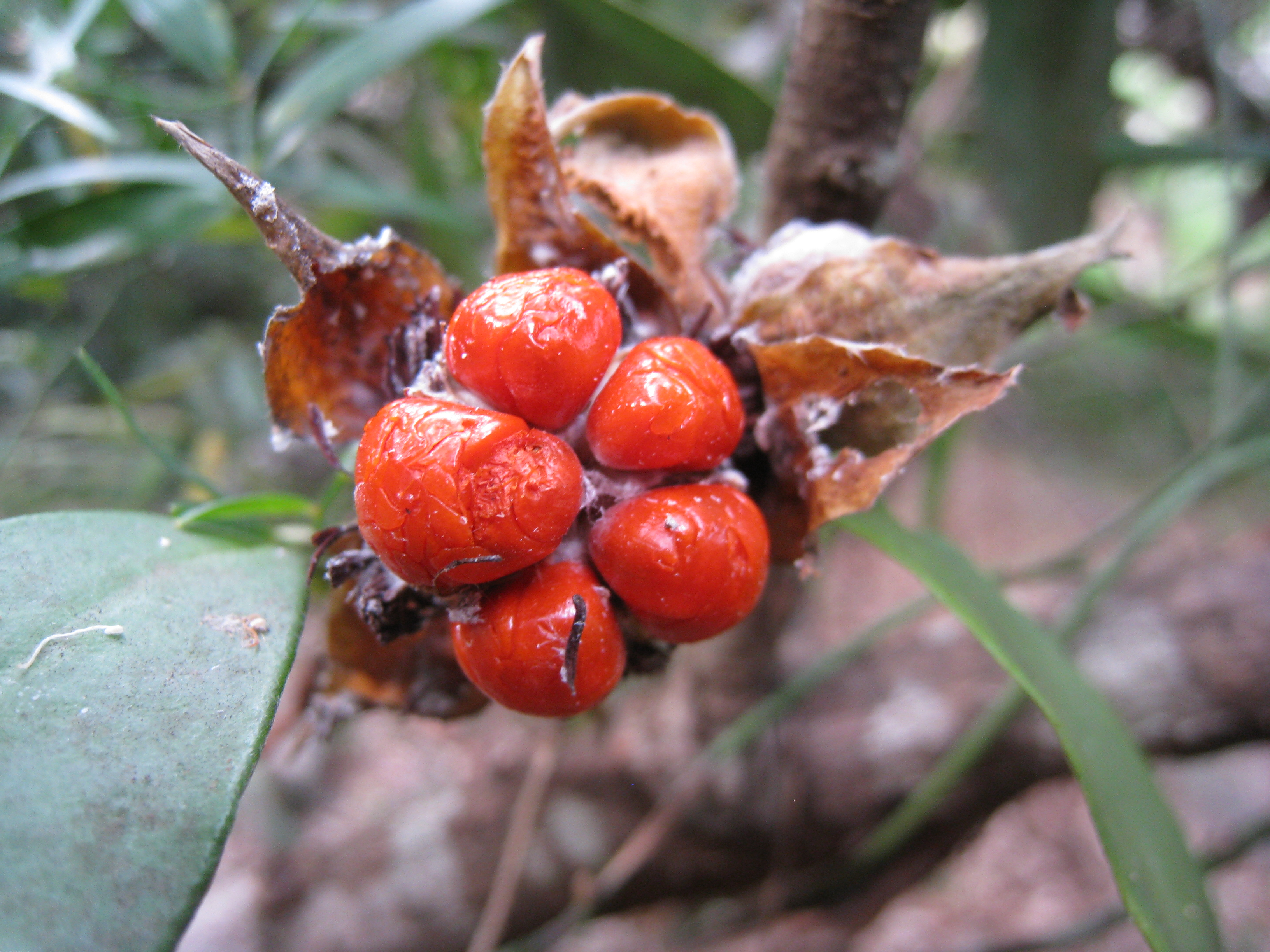
Плоди